# Arabis davisii
Arabis davisii là một loài thực vật có hoa trong họ Cải. Loài này được H.Duman & A.Duran mô tả khoa học đầu tiên năm 2001.